# Bernardo do Mearim
Bernardo do Mearim é um município brasileiro do estado do Maranhão. Localiza-se no Centro do estado, na região do Médio Mearim. Sua população estimada em 2024 era de 5.983 habitantes.

## História
O município de Bernardo do Mearim foi criado pela Lei n° 6.128, de 10 de novembro de 1994, com sede no Povoado São Bernardo, a ser desmembrado do município de Igarapé Grande, subordinado à Comarca de Igarapé Grande. O município de Bernardo do Mearim limita-se ao Norte com os municípios de Igarapé Grande e Pedreiras; a Leste com o município de Pedreiras; a Oeste com o município de Igarapé Grande e ao Sul com a cidade de Poção de Pedra.

## Geografia
O território do município de Bernardo do Mearim é de 247,186 quilômetros quadrados, o que o coloca na posição 208 dentre as 217 cidades do Maranhão.
Demografia
De acordo com o Censo Demográfico de 2022, a população do município era de 5.840 habitantes e a densidade demográfica era de 23,63 pessoas por quilômetro quadrado. Já a estimativa populacional para 2024 era de 5.983 habitantes.
Economia
Em 2021, o PIB per capita do município era de R$ 17.228,18. Comparando-se com outras cidades do estado do Maranhão, ficava na posição 29 de 217. Já o percentual de receitas externas em 2023 era de 91,64%, o que o colocava na posição 141 de 217.
| Salário médio mensal dos trabalhadores formais [2022]                                             | 2,3 salários mínimos |
| Pessoal ocupado [2022]                                                                            | 752 pessoas          |
| População ocupada [2022]                                                                          | 12,88 %              |
| Percentual da população com rendimento nominal mensal per capita de até 1/2 salário mínimo [2010] | 51,3 %               |

Fonte: IBGE
Educação
Em 2010, a taxa de escolarização de 6 a 14 anos de idade era de 98,2%. Comparando-se com outros municípios do estado do Maranhão, ficava na posição 24 de 217. Já o Índice de Desenvolvimento da Educação Básica (IDEB), no ano 2023, para os anos iniciais do ensino fundamental na rede pública era 4,5 e para os anos finais, 4.
| Taxa de escolarização de 6 a 14 anos de idade [2010]             | 98,2 %         |
| IDEB – Anos iniciais do ensino fundamental (Rede pública) [2023] | 4,5            |
| IDEB – Anos finais do ensino fundamental (Rede pública) [2023]   | 4,0            |
| Matrículas no ensino fundamental [2023]                          | 731 matrículas |
| Matrículas no ensino médio [2023]                                | 244 matrículas |
| Docentes no ensino fundamental [2023]                            | 67 docentes    |
| Docentes no ensino médio [2023]                                  | 14 docentes    |
| Número de estabelecimentos de ensino fundamental [2023]          | 13 escolas     |
| Número de estabelecimentos de ensino médio [2023]                | 2 escolas      |

Fonte: IBGE